# Lindry
Lindry – miejscowość i gmina we Francji, w regionie Burgundia-Franche-Comté, w departamencie Yonne.
Według danych na rok 1990 gminę zamieszkiwało 906 osób, a gęstość zaludnienia wynosiła 59 osób/km² (wśród 2044 gmin Burgundii Lindry plasuje się na 256. miejscu pod względem liczby ludności, natomiast pod względem powierzchni na miejscu 628.).